# Зазулин, Алексей Павлович
Алексей Павлович Зазулин (10 марта 1921, дер. Перетерки, Новгородская губерния — 8 февраля 1999, Мурманск) — советский партийный и государственный деятель, председатель Мурманского областного исполнительного комитета (1971—1984).

## Биография
Работал механиком совхозной электростанции. Во время войны — краснофлотец на Северном флоте.
С 1946 года работал мастером на строительстве Нива ГЭС-3. В 1947 году вступил в ВКП(б). С 1948 года — уполномоченный Главалюминьстроя на Кандалакшском алюминиевом заводе, помощник начальника управления «Кандалакштрансстрой», председатель обкома профсоюза строителей.
В 1953 году окончил Ленинградскую областную партийную школу, затем — Высшую партийную школу при ЦК КПСС, Ленинградский финансово-экономический институт.
С 1953 года — на партийной работе в Кандалакше, Африканде; с 1960 года — первый секретарь Кольского районного комитета КПСС, с 1969 — заведующий организационным отделом Мурманского областного комитета КПСС. 
В 1971—1984 годах — председатель исполнительного комитета Мурманского областного совета.
Избирался депутатом (от Мурманской области) Верховного Совета РСФСР 9-го (1975—1980) и 10-го (1980—1985) созывов. Делегат XXV и XXVI съездов КПСС.

## Награды и звания
- Орден Отечественной войны II степени (6.11.1985)[5]
- премия Совета Министров СССР — за проектирование и строительство наплавных конструкций в гидротехническом строительстве при сооружении Кислогубской приливной электростанции.

## Память
22 октября 2004 в Мурманске на доме № 61 по пр. Ленина, где жил А.П. Зазулин, открыта мемориальная доска.